# Trebovljani
Trebovljani är ett samhälle i Bosnien och Hercegovina.   Det ligger i entiteten Republika Srpska, i den nordvästra delen av landet, 170 km nordväst om huvudstaden Sarajevo. Trebovljani ligger 119 meter över havet och antalet invånare är 385.
Terrängen runt Trebovljani är huvudsakligen platt, men åt nordväst är den kuperad. Terrängen runt Trebovljani sluttar österut. Närmaste större samhälle är Bosanska Gradiška, 11,9 km öster om Trebovljani. 
Omgivningarna runt Trebovljani är en mosaik av jordbruksmark och naturlig växtlighet. Runt Trebovljani är det ganska tätbefolkat, med 67 invånare per kvadratkilometer.